# Diario de España
Diario de España è un giornale generale e quotidiano gestito da un'associazione non-profit. Ha sede a Huelva (Andalusia) e Barcellona (Catalogna).

## Storia
Diario de España è stato creato il 5 maggio 2022 attraverso un'associazione spagnola senza scopo di lucro. Secondo Google attraverso un'analisi condivisa sulla propria pagina, il giornale ottiene una media di 40.000 utenti unici in media al mese.
Fu uno dei media più letti dai militanti di Ciudadanos durante la campagna elettorale in Andalusia nel 2022, ed è considerato un mezzo vicino a Ciudadanos.
Sotto la direzione di David González, Diario de España ebbe la sua prima redazione a Huelva (Andalusia), anche se dopo il cambio di indirizzo a David Muñoz, che aveva ricoperto la posizione di capo della politica e vice direttore, cambiò la sua sede a Barcellona. La sua presentazione si è svolta in questa città, dove ha ospitato politici e persone riconosciute in Catalogna e Spagna. Dal 29 settembre 2022, il suo direttore è David Muñoz López.

### Ideologia
Sebbene non abbiano definito la loro posizione politica, le loro pubblicazioni e i loro editoriali guidano il liberalismo, il centralismo e l'europeismo.

## Collaboratori
Tra i suoi principali collaboratori, Sonia Reina, Miguel Urra, Edmundo Bal (deputato al Congresso dei Deputati), Soraya Rodríguez (eurodeputata per Renew Europe) e Eva Poptcheva (eurodeputata per Renew Europe).